# Kazuki Amagai
Kazuki Amagai (Japans: 雨谷 一樹 ; 14 januari 1990) is een Japans voormalig baanwielrenner.

## Carrière
Amagai won op de Aziatische kampioenschappen baanwielrennen de teamsprint in zowel januari 2019 als oktober 2019. Tijdens de Aziatische Spelen van 2018 won hij brons op de teamsprint. Hij nam negenmaal deel aan de Wereldkampioenschappen baanwielrennen, maar wist hier geen medailles te behalen.

## Palmares
| Jaar | JK     | AK                                                    | WK                        | Overig                          |
| ---- | ------ | ----------------------------------------------------- | ------------------------- | ------------------------------- |
| 2011 |        | teamsprint · 4e keirin · 9e sprint                    | 10e teamsprint 28e sprint |                                 |
| 2012 |        | teamsprint                                            | 4e teamsprint 28e sprint  |                                 |
| 2013 |        |                                                       |                           |                                 |
| 2014 |        |                                                       |                           |                                 |
| 2015 |        | teamsprint · 5e sprint                                | 11e teamsprint            |                                 |
| 2016 | keirin | teamsprint · 10e sprint                               | 12e teamsprint            |                                 |
| 2017 |        | teamsprint                                            |                           |                                 |
| 2018 |        |                                                       | 8e teamsprint             | Aziatische Spelen: · teamsprint |
| 2019 |        | januari 2019 · teamsprint · oktober 2019 · teamsprint | 10e teamsprint            | WB Cambridge: · teamsprint      |
| 2020 |        |                                                       | 9e teamsprint             |                                 |